# Medagliati olimpici nella combinata nordica
Elenco dei vincitori di medaglia olimpica nella combinata nordica.

## Albo d'oro

### Trampolino normale
| Edizione                                       | Oro                                            | Argento                                    | Bronzo                                     |
| ---------------------------------------------- | ---------------------------------------------- | ------------------------------------------ | ------------------------------------------ |
| Chamonix-Mont-Blanc 1924                       | Thorleif Haug                                  | Thoralf Strømstad                          | Johan Grøttumsbråten                       |
| Sankt Moritz 1928                              | Johan Grøttumsbråten                           | Hans Vinjarengen                           | Jon Snersrud                               |
| Lake Placid 1932                               | Johan Grøttumsbråten                           | Ole Stenen                                 | Hans Vinjarengen                           |
| Garmisch-Partenkirchen 1936                    | Oddbjørn Hagen                                 | Olaf Hoffsbakken                           | Sverre Brodahl                             |
| Sankt Moritz 1948                              | Heikki Hasu                                    | Martti Huhtala                             | Sven Israelsson                            |
| Oslo 1952                                      | Simon Slåttvik                                 | Heikki Hasu                                | Sverre Stenersen                           |
| Cortina d'Ampezzo 1956                         | Sverre Stenersen                               | Bengt Eriksson                             | Franciszek Gąsienica Groń                  |
| Squaw Valley 1960                              | Georg Thoma                                    | Tormod Knutsen                             | Nikolaj Gusakov                            |
| Innsbruck 1964                                 | Tormod Knutsen                                 | Nikolaj Kiselëv                            | Georg Thoma                                |
| Grenoble 1968                                  | Franz Keller                                   | Alois Kälin                                | Andreas Kunz                               |
| Sapporo 1972                                   | Ulrich Wehling                                 | Rauno Miettinen                            | Karl-Heinz Luck                            |
| Innsbruck 1976                                 | Ulrich Wehling                                 | Urban Hettich                              | Konrad Winkler                             |
| Lake Placid 1980                               | Ulrich Wehling                                 | Jouko Karjalainen                          | Konrad Winkler                             |
| Sarajevo 1984                                  | Tom Sandberg                                   | Jouko Karjalainen                          | Jukka Ylipulli                             |
| Calgary 1988                                   | Hippolyt Kempf                                 | Klaus Sulzenbacher                         | Allar Levandi                              |
| Albertville 1992                               | Fabrice Guy                                    | Sylvain Guillaume                          | Klaus Sulzenbacher                         |
| Lillehammer 1994                               | Fred Børre Lundberg                            | Takanori Kōno                              | Bjarte Engen Vik                           |
| Nagano 1998                                    | Bjarte Engen Vik                               | Samppa Lajunen                             | Valerij Stoljarov                          |
| Salt Lake City 2002                            | Samppa Lajunen                                 | Jaakko Tallus                              | Felix Gottwald                             |
| Torino 2006                                    | Georg Hettich                                  | Felix Gottwald                             | Magnus Moan                                |
| Vancouver 2010                                 | Jason Lamy-Chappuis                            | Johnny Spillane                            | Alessandro Pittin                          |
| Soči 2014                                      | Eric Frenzel                                   | Akito Watabe                               | Magnus Krog                                |
| Pyeongchang 2018                               | Eric Frenzel                                   | Akito Watabe                               | Lukas Klapfer                              |
| Pechino 2022                                   | Vinzenz Geiger                                 | Jørgen Graabak                             | Lukas Greiderer                            |
| Atleta meglio premiato: Ulrich Wehling (3/0/0) | Atleta meglio premiato: Ulrich Wehling (3/0/0) | Nazione meglio premiata: Norvegia (10/6/8) | Nazione meglio premiata: Norvegia (10/6/8) |

### Trampolino lungo/sprint
| Edizione                                       | Oro                                            | Argento                                   | Bronzo                                    |
| ---------------------------------------------- | ---------------------------------------------- | ----------------------------------------- | ----------------------------------------- |
| Salt Lake City 2002                            | Samppa Lajunen                                 | Ronny Ackermann                           | Felix Gottwald                            |
| Torino 2006                                    | Felix Gottwald                                 | Magnus Moan                               | Georg Hettich                             |
| Vancouver 2010                                 | Bill Demong                                    | Johnny Spillane                           | Bernhard Gruber                           |
| Soči 2014                                      | Jørgen Graabak                                 | Magnus Moan                               | Fabian Rießle                             |
| Pyeongchang 2018                               | Johannes Rydzek                                | Fabian Rießle                             | Eric Frenzel                              |
| Pechino 2022                                   | Jørgen Graabak                                 | Jens Lurås Oftebro                        | Akito Watabe                              |
| Atleta meglio premiato: Jørgen Graabak (2/0/0) | Atleta meglio premiato: Jørgen Graabak (2/0/0) | Nazione meglio premiata: Norvegia (2/3/0) | Nazione meglio premiata: Norvegia (2/3/0) |

### Squadre
| Edizione                                  | Oro            | Argento     | Bronzo    |
| ----------------------------------------- | -------------- | ----------- | --------- |
| Calgary 1988                              | Germania Ovest | Svizzera    | Austria   |
| Albertville 1992                          | Giappone       | Norvegia    | Austria   |
| Lillehammer 1994                          | Giappone       | Norvegia    | Svizzera  |
| Nagano 1998                               | Norvegia       | Finlandia   | Francia   |
| Salt Lake City 2002                       | Finlandia      | Germania    | Austria   |
| Torino 2006                               | Austria        | Germania    | Finlandia |
| Vancouver 2010                            | Austria        | Stati Uniti | Germania  |
| Soči 2014                                 | Norvegia       | Germania    | Austria   |
| Pyeongchang 2018                          | Germania       | Norvegia    | Austria   |
| Pechino 2022                              | Norvegia       | Germania    | Giappone  |
| Nazione meglio premiata: Norvegia (3/3/0) |                |             |           |